# Louis Sébastien Grundler
 (octobre 2019).
Si vous disposez d'ouvrages ou d'articles de référence ou si vous connaissez des sites web de qualité traitant du thème abordé ici, merci de compléter l'article en donnant les références utiles à sa vérifiabilité et en les liant à la section « Notes et références ».
Louis Sébastien Grundler, né à Paris le 20 juillet 1774 et mort le 27 septembre 1833 à Troyes, est un ébéniste et général français de la Révolution et de l’Empire.

## Biographie

### Origine et ascension militaire
D'origine bavaroise par son père Jean François qui possédait un atelier d'ébénisterie au faubourg Saint-Antoine à Paris, et français par sa mère, Marie Marguerite Hoquet, elle aussi issue d'une famille d'ébénistes parisiens, Louis-Sébastien Grundler, débute dans le métier familial mais le quitte très tôt pour s'engager le 7 septembre 1792 dans un bataillon de volontaires, celui de Sainte-Marguerite, du nom de sa paroisse du faubourg. Lieutenant le 21 décembre 1793, il sert successivement en Champagne, à Mayence, en Vendée, aux armées du Nord, du Midi et d'Italie. Le 24 mars 1799, il a la mâchoire brisée à la bataille de Stockach par un coup de mousquet autrichien qui lui laisse une impressionnante balafre au visage.
Chevalier de la Légion d'honneur le 17 janvier 1805, chef de bataillon à l'état-major de la Grande armée en 1805, il fait la campagne d'Austerlitz et celle d'Iéna. Il est nommé adjudant-commandant en 1807, et est envoyé sous les murs de Stralsund en Poméranie pour en faire le siège.

### Chef d'état-major
Après la paix de Tilsitt en 1808, il commande le département de la Manche ; il sert en Espagne, puis à Anvers, et en Hollande où les Britanniques avaient débarqué, et fait ensuite la campagne de 1812 en Russie avec le 2e corps de la Grande Armée. Il sert à l'état-major du maréchal Oudinot, puis comme chef d'état-major du maréchal Gouvion-Saint-Cyr. Pendant la campagne de Russie il combat avec distinction et reçoit, à Moscou, le 10 septembre 1812, le grade de général de brigade. Blessé de nouveau au passage de la Bérézina, il est ensuite nommé au 11e corps du maréchal Macdonald dont il devient le chef d'état-major. S'étant trouvé aux batailles de Lützen et de Bautzen, il est créé baron de l'Empire le 11 mai 1813. En 1814, il offre, comme beaucoup de généraux, ses services au roi Louis XVIII, reçoit le commandement de Paris et du département de la Seine, est chargé en cette qualité de l'arrestation du général Exelmans et d'autres agitateurs bonapartistes et est créé comte et chevalier de Saint-Louis.

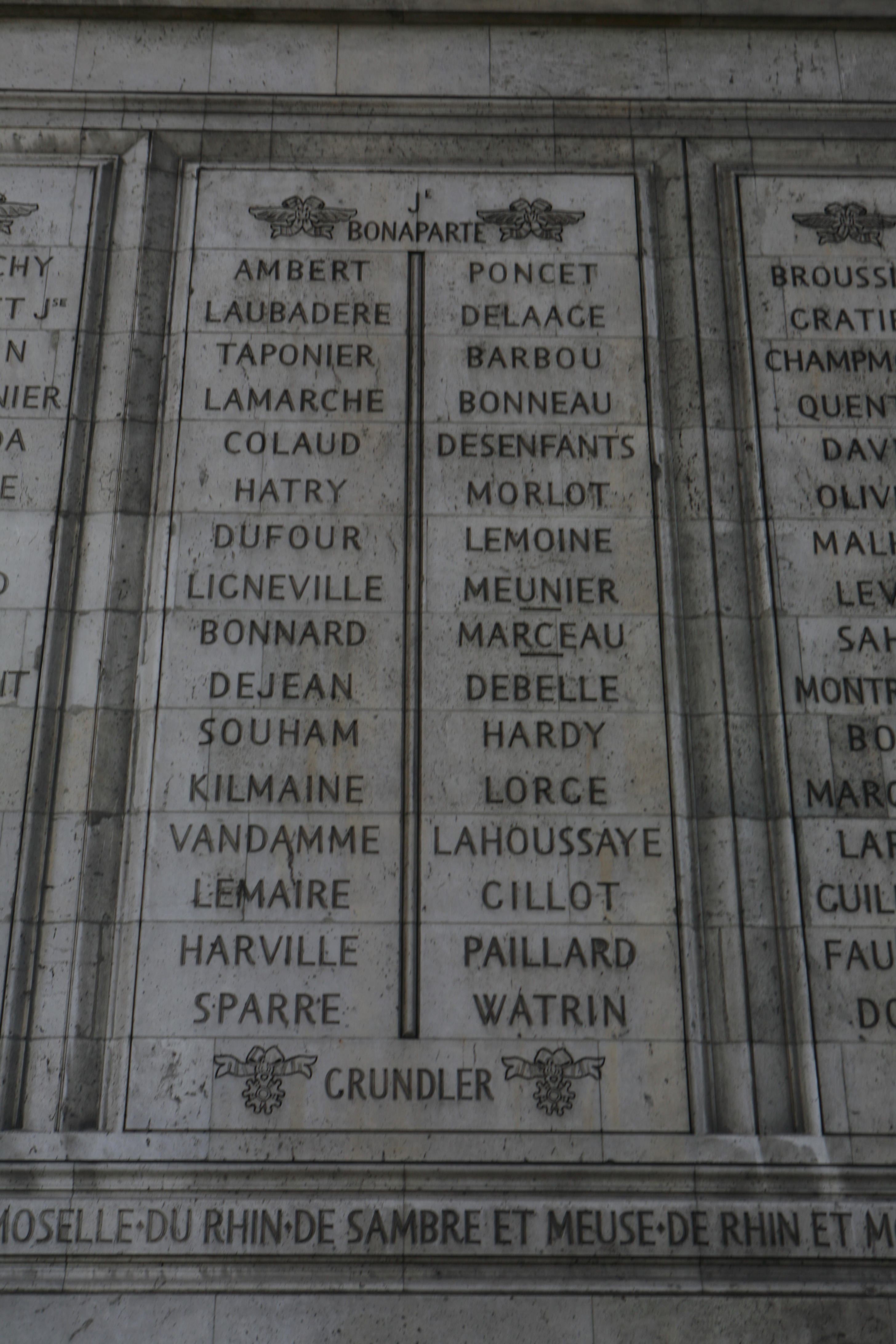
Noms gravés sous l'arc de triomphe de l'Étoile : pilier Nord, 5e et 6e colonnes.

### Les Cent-Jours et le retour des Bourbons
Au débarquement de Golfe-Juan, Louis XVIII fait appel au maréchal Clarke, duc de Feltre comme ministre de la Guerre, lequel désigne Grundler le 13 mars 1815, comme secrétaire de son ministère. Après la bataille de Waterloo, il est envoyé à Soissons comme commissaire, puis commande le département. Rapporteur dans le procès du maréchal Ney, au côté duquel il a combattu en Russie, il plaide l'incompétence du Conseil de guerre avec une impartialité qui lui vaut d'être disgracié et éloigné de Paris. Fait cependant comte héréditaire en 1817, Grundler est nommé lieutenant-général en 1823, et participe à l'expédition d'Espagne, engagée pour rétablir les Bourbons.
Gentilhomme honoraire de la Chambre du roi Charles X en 1826, il meurt du choléra le 27 septembre 1833, dans sa propriété du Plessis près de Troyes. Son nom est inscrit sous le pilier nord de l'arc de triomphe de l'Étoile.

## Décorations
- Grand-officier de la Légion d'honneur - 17 août 1822
- Commandeur de Saint-Louis - 22 novembre 1823
- Commandeur de l'ordre de Saint-Joseph de Wurzbourg - 5 janvier 1812
- Chevalier de l'ordre militaire de Bavière - 16 décembre 1814
- Grand-croix de l'ordre royal et militaire de Saint Ferdinand d'Espagne - 31 décembre 1823
- Grand-croix de l'ordre du Faucon Blanc de Saxe-Weimar - 1824

## Armoiries
| Figure | Blasonnement |
|        | Armes du baron Louis Sébastien Grundler et de l'Empire Barré d'argent et d'azur, de dix pièces, au pal d'or brochant sur le tout, chargé d'un dextrochère armé tenant une lance banderollée, de sable, mouvant du flanc dextre ; et d'un dextrochère armé, aussi de sale, la main étendue pour recevoir la lance, mouvant du flanc sénestre. - Livrées : les couleurs de l'écu. |